# Armond Hill
Armond G. Hill (Brooklyn, 31 marzo 1953) è un ex cestista e allenatore di pallacanestro statunitense, professionista nella NBA.

## Carriera
Venne selezionato dagli Atlanta Hawks al primo giro del Draft NBA 1976 (9ª scelta assoluta).